# Диполь

Силові лінії електричного диполя

Дипо́ль (рос. диполь, англ. dipole, нім. Dipol m) — позиціонована різниця потенціалів в польових атракторах. В електродинаміці: ідеалізована система, що слугує для наближеного опису статичного поля або поширення електромагнітних хвиль далеко від джерела (особливо — від джерела з нульовим сумарно, але просторово розділеним зарядом).
Електричний диполь — це два точкових заряди, рівних за величиною і протилежних за знаком.
- 1) Двополюсник. Розрізняють диполь електричний і магнітний. Електричний диполь — сукупність двох рівних за абсолютною величиною різнойменних зарядів, які розташовані на певній відстані один від одного. Характеристикою диполя електричного є дипольний момент. Молекули багатьох речовин можна розглядати як диполі.
- 2) В радіотехніці диполь — антена у вигляді двох симетрично розташованих провідників.
- 3) В хімії — система, в якій позитивний та негативний центри зарядів не збігаються. У найпростішому випадку диполем є система двох рівних різнойменних, віддалених один від одного точкових зарядів.